# Немања Г. Милетић
Немања Милетић (Лозница, 26. јул 1991) је српски фудбалер. Игра у одбрани, а тренутно наступа за Нови Пазар.

## Трофеји

### Партизан
- Суперлига Србије (1) : 2016/17.[2]
- Куп Србије (3) : 2016/17, 2017/18, 2018/19.[2]